# Lygodactylus chobiensis
Lygodactylus chobiensis este o specie de șopârle din genul Lygodactylus, familia Gekkonidae, descrisă de Vivian William Maynard Fitzsimons în anul 1932. A fost clasificată de IUCN ca specie cu risc scăzut. Conform Catalogue of Life specia Lygodactylus chobiensis nu are subspecii cunoscute.